# Trevor Jobe
Trevor Jobe (né le 14 mai 1967 à Brandon, dans la province du Manitoba au Canada) est un joueur professionnel canadien de hockey sur glace.

## Carrière de joueur
Il est l'un des joueurs le plus prolifique des ligues mineures nord-américaine. En 17 saisons, avec plus de 30 clubs différents, il marque 608 buts en plus d'ajouter 636 aides pour un total de 1 244 points. Malgré ses statistiques impressionnantes, il ne parvint pas à jouer une partie dans la Ligue nationale de hockey. Il est détenteur de 11 records dans l'ECHL et de 2 dans la Ligue centrale de hockey.
Il participe en 1988 au camp d'entraînement des Maple Leafs de Toronto mais est relégué aux Saints de Newmarket de la Ligue américaine de hockey. Il y récolte 47 points en 75 parties. Il signe ensuite un contrat avec les Admirals de Hampton Roads où il évolue jusqu'en 1990 alors qu'il est échangé aux Knights de Nashville en raison de son comportement en dehors de la glace. À sa première saison à Nashville, il franchit pour une première fois en carrière le cap des 100 points en une saison et est nommé dans la 2e équipes des étoiles de l'ECHL. En 1992-1993, il établit quelques nouveaux records de l'ECHL et termine la saison avec 161 points.
Il s'exile ensuite pour une saison en Slovénie pour y jouer avec le HDD Olimpija Ljubljana. Il est le meilleur marqueur de l'équipe et de la ligue avec 124 points dont 80 buts. Il revient en Amérique du Nord dès la saison suivante, jouant 10 parties avec les Knights d'Atlanta et évoluant la majorité de la saison dans l'ECHL avec les Knights de Nashville et les IceCaps de Raleigh. Au terme de la saison 1995-1996, il quitte l'ECHL pour la Ligue centrale de hockey. À ce moment, il détenait le record du plus grand nombre de points en carrière dans cette ligue avec 611. Il en rajoutera 23 en 1998-1999 pour un total de 634. Depuis, trois joueurs ont dépassé ce records, il s'agit de Louis Dumont (891), Rod Taylor (688) et de Darryl Noren (685).
Le 22 novembre 1997, il est arrêté pour ivresse au volant à la suite d'un accident de la route. Il n'avait déjà plus de permis de conduire à ce moment à la suite d'une précédente arrestation pour un délit similaire. Il est remercié par son club quelques semaines après l'incident. Il termine la saison avec les Generals de Flint. En 1998-1999, il effectue un retour dans l'ECHL avec les Kingfish de Bâton-Rouge. Au début de 1999, il quitte sans autorisation son club pour s'aligner à nouveau avec le HDD Olimpija Ljubljana qui participe à l'Alpenliga. Le club lousianais décide alors de rompre son contrat. Il revient ensuite s'aligner dans la Western Professional Hockey League pour y conclure la saison.
La saison 2000-2001 fut dure pour Jobe. Il signe un contrat avec les Jackals d'Elmira de la United Hockey League. En décembre, il est suspendu par la ligue et quelques jours plus tard remercié par les Jackals. Après un bref passage avec les Prowlers de Mohawk Valley, il signe avec les Bandits de Border City dans la Ligue centrale de hockey. Après un début prometteur avec ce club, il est contraint de se trouver une nouvelle équipe à la suite du démantèlement du club. Il fait alors un retour avec le Thunder de Wichita mais les ennuis continuent. Il est arrêté en pleine pratique pour avoir omis de se présenter en cour en lien avec son accident de voiture de 1997. Il est alors condamné à 180 jours de prison. Il lui est par contre autorisé à sortir de prison pour les pratiques de l'équipe ainsi que pour les parties.
Il se joint par la suite à des clubs allemands évoluant dans l'Oberliga. Il aide son équipe à remporter le championnat en 2002-2003. En 2003-2004, il s'aligne dans la Ligue de Hockey Senior Majeur du Québec. Il joue en 2004-2005 avec le Fjord du Saguenay, occupant un poste de joueur et entraîneur jusqu'à la dissolution du club en cours de saison. Il joint alors le Cousin de Saint-Hyacinthe qui avait obtenu les droits du joueur quelques jours avant. Il n'y joue qu'une partie, préférant s'aligner pour les Polar Twins de Winston-Salem où il termine sa carrière.

## Statistiques
| Saison    | Équipe                       | Ligue             |    | Saison régulière | Saison régulière | Saison régulière | Saison régulière | Saison régulière |    | Séries éliminatoires | Séries éliminatoires | Séries éliminatoires | Séries éliminatoires | Séries éliminatoires |
| Saison    | Équipe                       | Ligue             | PJ | B                | A                | Pts              | Pun              | PJ               | B  | A                    | Pts                  | Pun                  |                      |                      |
| 1984-1985 | Wranglers de Calgary         | LHOu              | 66 | 5                | 19               | 24               | 23               | 8                | 0  | 0                    | 0                    | 0                    |                      |                      |
| 1985-1986 | Wranglers de Calgary         | LHOu              | 7  | 0                | 2                | 2                | 2                | -                | -  | -                    | -                    | -                    |                      |                      |
| 1985-1986 | Broncos de Lethbridge        | LHOu              | 5  | 1                | 0                | 1                | 0                | -                | -  | -                    | -                    | -                    |                      |                      |
| 1985-1986 | Chiefs de Spokane            | LHOu              | 11 | 1                | 4                | 5                | 0                | -                | -  | -                    | -                    | -                    |                      |                      |
| 1986-1987 | Warriors de Moose Jaw        | LHOu              | 58 | 54               | 33               | 87               | 53               | 9                | 4  | 2                    | 6                    | 4                    |                      |                      |
| 1987-1988 | Warriors de Moose Jaw        | LHOu              | 36 | 36               | 35               | 71               | 63               | -                | -  | -                    | -                    | -                    |                      |                      |
| 1987-1988 | Raiders de Prince Albert     | LHOu              | 36 | 33               | 28               | 61               | 48               | 9                | 6  | 6                    | 12                   | 41                   |                      |                      |
| 1988-1989 | Saints de Newmarket          | LAH               | 75 | 23               | 24               | 47               | 90               | 5                | 0  | 1                    | 1                    | 12                   |                      |                      |
| 1989-1990 | Admirals de Hampton Roads    | ECHL              | 52 | 49               | 23               | 72               | 155              | 5                | 5  | 5                    | 10                   | 30                   |                      |                      |
| 1989-1990 | Saints de Newmarket          | LAH               | 1  | 0                | 1                | 1                | 2                | -                | -  | -                    | -                    | -                    |                      |                      |
| 1990-1991 | Knights de Nashville         | ECHL              | 59 | 49               | 60               | 109              | 229              | -                | -  | -                    | -                    | -                    |                      |                      |
| 1990-1991 | Saints de Newmarket          | LAH               | 2  | 0                | 1                | 1                | 0                | -                | -  | -                    | -                    | -                    |                      |                      |
| 1991-1992 | Renegades de Richmond        | ECHL              | 34 | 36               | 30               | 66               | 74               | -                | -  | -                    | -                    | -                    |                      |                      |
| 1991-1992 | Knights de Nashville         | ECHL              | 28 | 18               | 19               | 37               | 81               | -                | -  | -                    | -                    | -                    |                      |                      |
| 1992-1993 | Knights de Nashville         | ECHL              | 61 | 85               | 76               | 161              | 222              | 9                | 7  | 7                    | 14                   | 38                   |                      |                      |
| 1992-1993 | Senators de New Haven        | LAH               | 3  | 1                | 2                | 3                | 0                | -                | -  | -                    | -                    | -                    |                      |                      |
| 1993-1994 | HDD Olimpija Ljubljana       | Državno Prvenstvo |    | 80               | 44               | 124              |                  |                  | 10 | 12                   | 22                   |                      |                      |                      |
| 1994-1995 | Knights de Nashville         | ECHL              | 18 | 16               | 13               | 29               | 40               | -                | -  | -                    | -                    | -                    |                      |                      |
| 1994-1995 | IceCaps de Raleigh           | ECHL              | 23 | 18               | 22               | 40               | 42               | -                | -  | -                    | -                    | -                    |                      |                      |
| 1994-1995 | Knights d'Atlanta            | LIH               | 10 | 4                | 3                | 7                | 2                | -                | -  | -                    | -                    | -                    |                      |                      |
| 1995-1996 | Chiefs de Johnstown          | ECHL              | 36 | 33               | 37               | 70               | 72               | -                | -  | -                    | -                    | -                    |                      |                      |
| 1995-1996 | Tiger Sharks de Tallahassee  | ECHL              | 20 | 10               | 18               | 28               | 26               | 12               | 7  | 1                    | 8                    | 10                   |                      |                      |
| 1996-1997 | Thunder de Wichita           | LCH               | 57 | 56               | 69               | 125              | 139              | -                | -  | -                    | -                    | -                    |                      |                      |
| 1996-1997 | Cottonmouths de Columbus     | LCH               | 4  | 5                | 4                | 9                | 8                | 3                | 1  | 2                    | 3                    | 14                   |                      |                      |
| 1997-1998 | Gila Monsters de Tucson      | WPHL              | 23 | 15               | 14               | 29               | 35               | -                | -  | -                    | -                    | -                    |                      |                      |
| 1997-1998 | Generals de Flint            | UHL               | 22 | 24               | 15               | 39               | 10               | 17               | 11 | 17                   | 28                   | 29                   |                      |                      |
| 1997-1998 | Cottonmouths de Columbus     | LCH               | 12 | 15               | 18               | 33               | 16               | -                | -  | -                    | -                    | -                    |                      |                      |
| 1998-1999 | HDD Olimpija Ljubljana       | Alpenliga         | 4  | 2                | 2                | 4                | 0                | -                | -  | -                    | -                    | -                    |                      |                      |
| 1998-1999 | Rattlers d'Amarillo          | WPHL              | 3  | 0                | 2                | 2                | 0                | -                | -  | -                    | -                    | -                    |                      |                      |
| 1998-1999 | Warthogs d'Alexandria        | WPHL              | 13 | 3                | 9                | 12               | 22               | -                | -  | -                    | -                    | -                    |                      |                      |
| 1998-1999 | Kingfish de Bâton-Rouge      | ECHL              | 22 | 11               | 12               | 23               | 26               | -                | -  | -                    | -                    | -                    |                      |                      |
| 1999-2000 | Speed de Knoxville           | UHL               | 31 | 24               | 19               | 43               | 52               | -                | -  | -                    | -                    | -                    |                      |                      |
| 1999-2000 | IceHawks de l'Adirondack     | UHL               | 43 | 37               | 42               | 79               | 42               | 2                | 0  | 1                    | 1                    | 0                    |                      |                      |
| 2000-2001 | Jackals d'Elmira             | UHL               | 15 | 6                | 8                | 14               | 10               | -                | -  | -                    | -                    | -                    |                      |                      |
| 2000-2001 | Prowlers de Mohawk Valley    | UHL               | 2  | 2                | 1                | 3                | 2                | -                | -  | -                    | -                    | -                    |                      |                      |
| 2000-2001 | Bandits de Border City       | LCH               | 21 | 12               | 11               | 23               | 46               | -                | -  | -                    | -                    | -                    |                      |                      |
| 2000-2001 | Thunder de Wichita           | LCH               | 14 | 9                | 11               | 20               | 20               | -                | -  | -                    | -                    | -                    |                      |                      |
| 2001-2002 | Aces d'Anchorage             | WCHL              | 13 | 6                | 4                | 10               | 4                | -                | -  | -                    | -                    | -                    |                      |                      |
| 2001-2002 | ERC Selb                     | Oberliga          | 19 | 16               | 14               | 30               | 61               | 5                | 4  | 0                    | 4                    | 16                   |                      |                      |
| 2002-2003 | ERC Selb                     | Oberliga          | 8  | 4                | 3                | 7                | 45               | -                | -  | -                    | -                    | -                    |                      |                      |
| 2002-2003 | ERC Hassfurt                 | Oberliga          | 41 | 42               | 28               | 70               | 88               | 4                | 2  | 5                    | 7                    | 37                   |                      |                      |
| 2003-2004 | Saint-François de Sherbrooke | LHSMQ             | 21 | 13               | 16               | 29               | 6                | -                | -  | -                    | -                    | -                    |                      |                      |
| 2003-2004 | Dragons de Verdun            | LHSMQ             | 12 | 5                | 13               | 18               | 0                | -                | -  | -                    | -                    | -                    |                      |                      |
| 2003-2004 | Garaga de Saint-Georges      | LHSMQ             | 16 | 14               | 18               | 32               | 12               | 23               | 9  | 20                   | 29                   | 24                   |                      |                      |
| 2004-2005 | Fjord du Saguenay            | LNAH              | 11 | 2                | 8                | 10               | 2                | -                | -  | -                    | -                    | -                    |                      |                      |
| 2004-2005 | Cousin de Saint-Hyacinthe    | LNAH              | 1  | 0                | 0                | 0                | 0                | -                | -  | -                    | -                    | -                    |                      |                      |
| 2004-2005 | Polar Twins de Winston-Salem | SPHL              | 17 | 7                | 13               | 20               | 54               | -                | -  | -                    | -                    | -                    |                      |                      |

## Roller Hockey
| Saison | Équipe                        | Ligue |    | Saison régulière | Saison régulière | Saison régulière | Saison régulière | Saison régulière |   | Séries éliminatoires | Séries éliminatoires | Séries éliminatoires | Séries éliminatoires | Séries éliminatoires |
| Saison | Équipe                        | Ligue | PJ | B                | A                | Pts              | Pun              | PJ               | B | A                    | Pts                  | Pun                  |                      |                      |
| 1994   | Rockin' Rollers du New Jersey | RHI   | 21 | 26               | 23               | 49               | 49               | -                | - | -                    | -                    | -                    |                      |                      |

## Records
ECHL
- Plus de buts dans une saison – 84 (1992-93)
- Plus de points en une saison – 161 (1992-93)
- Plus de points dans une partie – 10 (6 février 1993 vs. Rebels de Roanoke Valley)
- Plus de tours du chapeau en une saison – 12
- Plus haut pourcentage de buts par partie (minimum 150 parties) – 0,92
- Plus haut pourcentage de points par partie (minimum 50 points en saison) – 2,63
- Plus de saisons de 40 buts et plus – 5
- Plus de saisons consécutives de 40 buts et plus – 4
- Atteint le cap des 50 buts en le moins de parties – 37
- Plus de saisons consécutives de 100 points et plus – 3
- Plus longue séquence de parties avec au moins un point – 38 (récoltant un total de 112 points)

Ligue centrale de hockey
- Plus de points dans une partie – 9 (17 décembre 1996 vs. Iguanas de San Antonio)
- Plus d'aides dans une partie – 7 (17 décembre 1996 vs. Iguanas de San Antonio)

## Trophées et honneurs personnels
- ECHL
  - 1990 : nommé dans la 2e équipe d'étoiles
  - 1993 : nommé meilleur joueur
- Ligue centrale de hockey
  - 1997 : remporte le Trophée Bill Levins remit au meilleur joueur
  - 1997 : remporte le Trophée Ken McKenzie remit au meilleur marqueur de la ligue